# ケリー・スレーター
ケリー・スレーター（Kelly Slater、1972年2月11日 - ）は、アメリカ合衆国のプロフェッショナル・サーファー。過去に11度のASPワールドチャンピオンに輝いている。